# Бородани

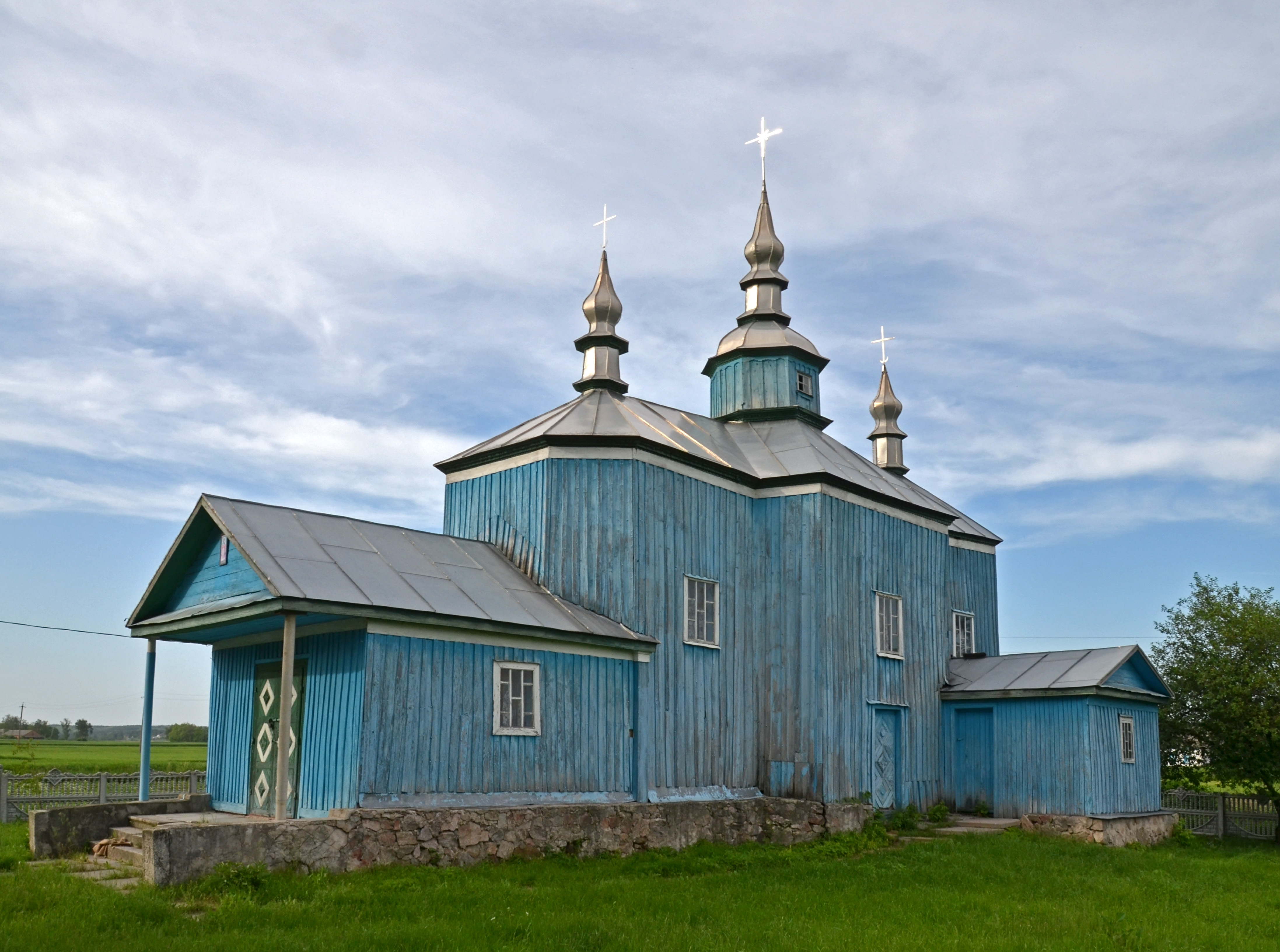
Деревянная церковь в селе

Бородани (укр. Бородані) — село, входит в Богуславский район Киевской области Украины.
Население по переписи 2001 года составляло 249 человек. Почтовый индекс — 09714. Телефонный код — 4561. Занимает площадь 1,1 км². Код КОАТУУ — 3220681402.

## Местный совет
09714, Киевская обл., Богуславский р-н, с. Дыбинцы

## История
В XIX веке село Бородани было в составе Богуславской волости Каневского уезда Киевской губернии. В селе была Покровская церковь.